# Tomás Alarcón
Tomás Jesús Alarcón Vergara (Rancagua; 19 de enero de 1999) es un futbolista profesional chileno que juega como centrocampista en Colo-Colo, de la Primera División de Chile.
Además, ha sido internacional con la selección de fútbol de Chile desde 2019.

## Trayectoria

### O'Higgins (2016-2021)
Llegó al club celeste desde la localidad granerina de Nuevos Campos. Participó en varias series del equipo, partiendo por la Sub-13, destacándose en la categoría sub-17, donde fue dirigido por el exceleste Ítalo Pinochet, siendo campeón en dos oportunidades. En julio de 2016 viaja con el club a Irlanda del Norte para disputar la SupercupNI o también conocida como Milk Cup, certamen del cual O'Higgins se proclamó campeón, siendo el primer club chileno en obtenerlo. Cristián Arán lo incluyó en el primer equipo junto a sus compañeros de categoría Luis Ureta, Moisés Ávila, Matías Meneses, Matías Sepúlveda, José Garcés y David Salazar, incluso siendo inscrito en la nómina para jugar la Copa Sudamericana 2016. Debutó en la Primera División de Chile el 13 de agosto de 2016, con 17 años y 6 meses, en un encuentro válido por la tercera fecha del Torneo Apertura 2016 en el Estadio Municipal de Alto Hospicio, ingresando de titular en el empate 1-1 contra Deportes Iquique. Alarcón volvió a sumar minutos por los octavos de final de la Copa Chile 2016 en la derrota 2-1 de O'Higgins con la Unión Española en Rancagua.
Con el correr de los años, se consolidó como titular en el elenco rancagüino. En 2018 alternó su puesto entre la defensa y el mediocampo cuando fue dirigido por Gabriel Milito. En 2019 fue pieza clave en el esquema de Marco Antonio Figueroa, siendo figura en el equipo celeste y considerado por el DT de la selección chilena Reinaldo Rueda para una serie de amistosos. Al año siguiente, Alarcón alcanzó su mejores actuaciones en el fútbol chileno de la mano de Dalcio Giovagnoli, quien llegó a O'Higgins a reemplazar a Patricio Graff y le entregó mayor libertad y confianza a Tomás en la cancha. Anotó su primer gol en el profesionalismo el 14 de septiembre de 2020 mediante lanzamiento penal ante Everton. Rápidamente, sacó a relucir su capacidad anotadora alcanzando 7 goles en el Campeonato Nacional 2020, destacando su remate de media distancia. Uno de sus tantos más recordados es el que le convirtió de penal al minuto 90+6 en el Estadio El Teniente a Colo-Colo en la última fecha del torneo, igualando 1-1 el partido y enviando al "Cacique" al partido por la permanencia.
Alcanzó a disputar 7 fechas del Campeonato Nacional 2021 antes de ser transferido al Cádiz C. F. de España. Su último gol por O'Higgins fue el 12 de abril de 2021 en la fecha 3 del torneo, convirtiéndole nuevamente a Colo-Colo desde los doce pasos.

### Cádiz C.F. (2021-2022)
El 13 de junio de 2021, luego de una serie de rumores que vinculaban a Alarcón con clubes mexicanos, brasileños y españoles, el chileno dio el salto al fútbol europeo y fue traspasado al Cádiz C. F. de LaLiga, que adquirió el 80% de su pase por una cifra cercana a los 2 millones de dólares. El 20 de julio se llevó a cabo su presentación oficial, mientras que al día siguiente tuvo su debut en un amistoso ante la Real Balompédica Linense, ingresando a los 45' y registrando una asistencia desde mitad de cancha. El 14 de agosto de 2021, Alarcón realizó su estreno oficial con el Cádiz en la primera fecha de LaLiga 2021-22, jugando desde el arranque en el empate 1-1 ante el Levante y enviando un centro clave para la igualdad al cierre de su partido debut.
El 6 de enero de 2022, el rancagüino convirtió su primer gol oficial junto al Cádiz ante el CF Fuenlabrada por la Copa del Rey 2021-22. Con un potente remate cruzado desde fuera del área a los 90+3', Alarcón le dio una agónica clasificación a su equipo a los octavos de final del torneo.
En su primera temporada en Europa, el volante chileno registró 24 apariciones oficiales junto al Cádiz. Con un agónico triunfo 1-0 sobre el Deportivo Alavés en la última fecha de la temporada 2021-22, y con Alarcón en cancha, el Cádiz logró el 17° puesto en la tabla de posiciones, salvándose del descenso y asegurando su participación en la Primera División por tercer año consecutivo.

### Real Zaragoza (2022-2023)
El 27 de diciembre de 2022 fue cedido al Real Zaragoza de la Segunda División hasta final de temporada.
En la siguiente temporada se realizó su cesión al FC Cartagena donde disputó las campañas de 2023 y 2024.

### Colo Colo (2025-actualidad)
El 22 de enero de 2025 fue anunciado como nuevo refuerzo del club chileno Colo-Colo, siendo un fichaje muy repentino e inesperado para los hinchas.

## Selección nacional

### Selecciones menores
Fue seleccionado chileno en el Campeonato Sudamericano de Fútbol Sub-20 de 2019 disputado en Chile, con el técnico Héctor Robles. En el torneo jugó 4 partidos, convirtiendo en una ocasión. Ingresó como titular en todos los partidos y además fue el capitán del equipo. Su selección fue eliminada en la primera fase del campeonato en la derrota con la selección de fútbol sub-20 de Colombia en el Estadio El Teniente de Rancagua.
Fue nominado por Bernardo Redín para el Preolímpico Sub-23 de 2020 disputado en Colombia. Su selección fue eliminada en la primera fase del campeonato.
| Torneo                      | Sede     | Resultado    | Partidos | Goles |
| --------------------------- | -------- | ------------ | -------- | ----- |
| Sudamericano Sub-20 de 2019 | Chile    | Primera fase | 4        | 1     |
| Sudamericano Sub-23 de 2020 | Colombia | Primera fase | 4        | 0     |

### Selección adulta
El 28 de agosto de 2019 fue incluido por primera vez en una nómina de la selección chilena absoluta. Reinaldo Rueda lo convocó por su desempeño en O'Higgins para participar en la gira de Chile en los amistosos ante Argentina y Honduras. Hizo su debut con la selección adulta el 5 de septiembre de 2019, reemplazando a los 55' a Claudio Baeza en el choque ante Argentina, que terminó en un empate sin goles. En 2020 fue nominado a la primera fecha doble de las Eliminatorias a Catar 2022, donde fue a la banca en los partidos ante Uruguay y Colombia.
Su primera titularidad con La Roja ocurrió el 26 de marzo de 2021, con Martín Lasarte al mando del combinado nacional, en un amistoso frente a Bolivia disputado en Rancagua. Posteriormente, jugaría su primer partido oficial junto a Chile el 3 de junio, cuando ingresó al minuto 86 en reemplazo de Charles Aránguiz en el empate ante Argentina en Santiago del Estero en el marco de las Eliminatorias a Catar 2022. Su regularidad lo llevó a formar parte de la nómina de la selección chilena en la Copa América 2021, certamen en el que debutó el 14 de junio frente a la selección argentina luego de sustituir a Arturo Vidal al 85'. Alarcón también sumó minutos entrando desde la banca en los partidos ante Bolivia y Uruguay, mientras que el 24 de junio obtuvo su primera titularidad en un partido oficial en Brasilia frente a Paraguay.

#### Participaciones en Clasificatorias a Copas del Mundo
| Eliminatorias              | País  | Resultado | Posición | Partidos | Goles |
| -------------------------- | ----- | --------- | -------- | -------- | ----- |
| Eliminatorias a Catar 2022 | Catar | Eliminado | 7°       | 3        | 0     |

#### Participaciones en Copa América
| Torneo            | Sede   | Resultado        | Partidos | Goles |
| ----------------- | ------ | ---------------- | -------- | ----- |
| Copa América 2021 | Brasil | Cuartos de final | 4        | 0     |

#### Partidos internacionales
Actualizado hasta el 14 de junio de 2022.
| 1     | 5 de septiembre de 2019 | Los Angeles Memorial Sports Arena, California, Estados Unidos   | Chile         | 0-0 | Argentina |   | Amistoso                     |  |
| 2     | 26 de marzo de 2021     | Estadio El Teniente, Rancagua, Chile                            | Chile         | 2-1 | Bolivia   |   | Amistoso                     |  |
| 3     | 3 de junio de 2021      | Estadio Único Madre de Ciudades, Santiago del Estero, Argentina | Argentina     | 1-1 | Chile     |   | Clasificatorias a Catar 2022 |  |
| 4     | 14 de junio de 2021     | Estadio Nilton Santos, Brasilia, Brasil                         | Argentina     | 1-1 | Chile     |   | Copa América 2021            |  |
| 5     | 18 de junio de 2021     | Arena Pantanal, Cuiabá, Brasil                                  | Chile         | 1-0 | Bolivia   |   | Copa América 2021            |  |
| 6     | 21 de junio de 2021     | Arena Pantanal, Cuiabá, Brasil                                  | Uruguay       | 1-1 | Chile     |   | Copa América 2021            |  |
| 7     | 24 de junio de 2021     | Estadio Mané Garrincha, Brasilia, Brasil                        | Chile         | 0-2 | Paraguay  |   | Copa América 2021            |  |
| 8     | 5 de septiembre de 2021 | Estadio Rodrigo Paz Delgado, Quito, Ecuador                     | Ecuador       | 0-0 | Chile     |   | Clasificatorias a Catar 2022 |  |
| 9     | 11 de noviembre de 2021 | Estadio Defensores del Chaco, Asunción, Paraguay                | Paraguay      | 0-1 | Chile     |   | Clasificatorias a Catar 2022 |  |
| 10    | 6 de junio de 2022      | Estadio Mundialista de Daejeon, Daejeon, Corea del Sur          | Corea del Sur | 2-0 | Chile     |   | Amistoso                     |  |
| 11    | 10 de junio de 2022     | Estadio Misaki Park, Kōbe, Japón                                | Túnez         | 2-0 | Chile     |   | Copa Kirin 2022              |  |
| 12    | 14 de junio de 2022     | Estadio Panasonic Suita, Suita, Japón                           | Chile         | 0-0 | Ghana     |   | Copa Kirin 2022              |  |
| Total | Total                   | Total                                                           | Presencias    | 12  | Goles     | 0 |                              |  |

| Selección chilena | Selección chilena | Selección chilena |
| Año               | Partidos          | Goles             |
| ----------------- | ----------------- | ----------------- |
| 2019              | 1                 | 0                 |
| 2021              | 8                 | 0                 |
| 2022              | 3                 | 0                 |
| Total             | 12                | 0                 |

## Estadísticas
| Club                   | Div.             | Temporada        | Liga  | Liga  | Liga   | Copas nacionales | Copas nacionales | Copas nacionales | Torneos internacionales | Torneos internacionales | Torneos internacionales | Total | Total | Total  | Media goleadora |
| Club                   | Div.             | Temporada        | Part. | Goles | Asist. | Part.            | Goles            | Asist.           | Part.                   | Goles                   | Asist.                  | Part. | Goles | Asist. | Media goleadora |
| ---------------------- | ---------------- | ---------------- | ----- | ----- | ------ | ---------------- | ---------------- | ---------------- | ----------------------- | ----------------------- | ----------------------- | ----- | ----- | ------ | --------------- |
| O'Higgins · Chile      | 1.ª              | 2016-17          | 4     | 0     | 1      | 1                | 0                | 0                | —                       | —                       | —                       | 5     | 0     | 1      | 0.00            |
| O'Higgins · Chile      | 1.ª              | 2017             | 7     | 0     | 0      | 2                | 0                | 0                | —                       | —                       | —                       | 9     | 0     | 0      | 0.00            |
| O'Higgins · Chile      | 1.ª              | 2018             | 17    | 0     | 0      | 2                | 0                | 0                | —                       | —                       | —                       | 19    | 0     | 0      | 0.00            |
| O'Higgins · Chile      | 1.ª              | 2019             | 22    | 0     | 2      | 1                | 0                | 0                | —                       | —                       | —                       | 23    | 0     | 2      | 0.00            |
| O'Higgins · Chile      | 1.ª              | 2020             | 28    | 7     | 1      | —                | —                | —                | —                       | —                       | —                       | 28    | 7     | 1      | 0.25            |
| O'Higgins · Chile      | 1.ª              | 2021             | 7     | 1     | 0      | —                | —                | —                | —                       | —                       | —                       | 7     | 1     | 0      | 0.14            |
| O'Higgins · Chile      | Total club       | Total club       | 85    | 8     | 4      | 6                | 0                | 0                | 0                       | 0                       | 0                       | 91    | 8     | 4      | 0.09            |
| Cádiz C. F. · España   | 1.ª              | 2021-22          | 23    | 0     | 1      | 1                | 1                | 0                | —                       | —                       | —                       | 24    | 1     | 1      | 0.04            |
| Cádiz C. F. · España   | 1.ª              | 2022             | 4     | 0     | 0      | 1                | 0                | 0                | —                       | —                       | —                       | 5     | 0     | 0      | 0.00            |
| Real Zaragoza · España | 2.ª              | 2023             | 12    | 0     | 0      | —                | —                | —                | —                       | —                       | —                       | 12    | 0     | 0      | 0.00            |
| Real Zaragoza · España | Total club       | Total club       | 12    | 0     | 0      | 0                | 0                | 0                | 0                       | 0                       | 0                       | 12    | 0     | 0      | 0.00            |
| Cartagena · España     | 2.ª              | 2023-24          | 35    | 1     | 1      | 2                | 0                | 0                | —                       | —                       | —                       | 37    | 1     | 1      | 0.03            |
| Cartagena · España     | Total club       | Total club       | 35    | 1     | 1      | 2                | 0                | 0                | 0                       | 0                       | 0                       | 37    | 1     | 1      | 0.03            |
| Cádiz C. F. · España   | 2.ª              | 2024-25          | 3     | 0     | 0      | 1                | 0                | 0                | —                       | —                       | —                       | 4     | 0     | 0      | 0.00            |
| Cádiz C. F. · España   | Total club       | Total club       | 30    | 0     | 1      | 3                | 1                | 0                | 0                       | 0                       | 0                       | 33    | 1     | 1      | 0.03            |
| Colo-Colo · Chile      | 1.ª              | 2025             | 10    | 0     | 0      | 2                | 0                | 0                | 3                       | 0                       | 0                       | 15    | 0     | 0      | 0.00            |
| Colo-Colo · Chile      | Total club       | Total club       | 10    | 0     | 0      | 2                | 0                | 0                | 3                       | 0                       | 0                       | 15    | 0     | 0      | 0.00            |
| Total en carrera       | Total en carrera | Total en carrera | 172   | 9     | 6      | 13               | 1                | 0                | 3                       | 0                       | 0                       | 188   | 10    | 6      | 0.05            |
| 1. 2.                  |                  |                  |       |       |        |                  |                  |                  |                         |                         |                         |       |       |        |                 |

### Selecciones
| Selección      | Temporada     | Amistosos | Amistosos | Amistosos | Sudamérica | Sudamérica | Sudamérica | Mundial | Mundial | Mundial | Total | Total | Total  | Media goleadora |
| Selección      | Temporada     | Part.     | Goles     | Asist.    | Part.      | Goles      | Asist.     | Part.   | Goles   | Asist.  | Part. | Goles | Asist. | Media goleadora |
| -------------- | ------------- | --------- | --------- | --------- | ---------- | ---------- | ---------- | ------- | ------- | ------- | ----- | ----- | ------ | --------------- |
| Sub-20 · Chile | 2019          | —         | —         | —         | 4          | 1          | 1          | —       | —       | —       | 4     | 1     | 1      | 0.25            |
| Sub-20 · Chile | Total         | 0         | 0         | 0         | 4          | 1          | 1          | 0       | 0       | 0       | 4     | 1     | 1      | 0.25            |
| Sub-22 · Chile | 2019          | 4         | 0         | 0         | —          | —          | —          | —       | —       | —       | 4     | 0     | 0      | 0.00            |
| Sub-22 · Chile | Total         | 4         | 0         | 0         | 0          | 0          | 0          | 0       | 0       | 0       | 4     | 0     | 0      | 0.00            |
| Sub-23 · Chile | 2020          | —         | —         | —         | 4          | 0          | 0          | —       | —       | —       | 4     | 0     | 0      | 0.00            |
| Sub-23 · Chile | Total         | 0         | 0         | 0         | 4          | 0          | 0          | 0       | 0       | 0       | 4     | 0     | 0      | 0.00            |
| Adulta · Chile | 2019          | 1         | 0         | 0         | —          | —          | —          | —       | —       | —       | 1     | 0     | 0      | 0.00            |
| Adulta · Chile | 2020          | —         | —         | —         | —          | —          | —          | —       | —       | —       | 0     | 0     | 0      | 0.00            |
| Adulta · Chile | 2021          | 1         | 0         | 0         | 7          | 0          | 0          | —       | —       | —       | 8     | 0     | 0      | 0.00            |
| Adulta · Chile | 2022          | 3         | 0         | 0         | —          | —          | —          | —       | —       | —       | 3     | 0     | 0      | 0.00            |
| Adulta · Chile | Total         | 5         | 0         | 0         | 7          | 0          | 0          | 0       | 0       | 0       | 12    | 0     | 0      | 0.00            |
| Total carrera  | Total carrera | 9         | 0         | 0         | 15         | 1          | 1          | 0       | 0       | 0       | 24    | 1     | 1      | 0.04            |
| 1.             |               |           |           |           |            |            |            |         |         |         |       |       |        |                 |

### Resumen estadístico
|                           | Partidos | Goles | Asistencias | Promedio |
| ------------------------- | -------- | ----- | ----------- | -------- |
| Primera división          | 117      | 8     | 5           | 0.07     |
| Segunda división          | 50       | 1     | 1           | 0.02     |
| Copas nacionales          | 13       | 1     | 0           | 0.08     |
| Selección Sub-20 de Chile | 4        | 1     | 1           | 0.25     |
| Selección Sub-22 de Chile | 4        | 0     | 0           | 0.00     |
| Selección Sub-23 de Chile | 4        | 0     | 0           | 0.00     |
| Selección absoluta        | 12       | 0     | 0           | 0.00     |
| Total                     | 204      | 11    | 7           | 0.05     |

## Palmarés

### Títulos internacionales
| Título               | Equipo                    | Sede    | Año  |
| -------------------- | ------------------------- | ------- | ---- |
| Juegos Suramericanos | Selección de Chile sub-20 | Bolivia | 2018 |